# Callulops boettgeri
Espèce
Synonymes
- Gnathophryne boettgeri Méhely, 1901

Statut de conservation UICN

 DD  : Données insuffisantes
Callulops boettgeri est une espèce d'amphibiens de la famille des Microhylidae.

## Répartition
Cette espèce est endémique d'Halmahera, île indonésienne de l'archipel des Moluques. Elle est présente uniquement dans sa localité type, Galela, à environ 650 m d'altitude,.

## Étymologie
Cette espèce est nommée en l'honneur d'Oskar Boettger.

## Publication originale
- Méhelÿ, 1901 : Beiträge zur Kenntnis der Engystomatiden von Neu-Guinea. Természetrajzi Füzetek, vol. 24, p. 169–271 (texte intégral).